# Paolo Bonacelli
Paolo Bonacelli (Róma, 1939. február 28. –) olasz színész. 
Az 1960-as évek közepétől filmez, főleg karakterszerepeket játszik széles műfaji skálán. Az 1970-es évek három híres-hírhedt alkotásában is kulcsszerepeket játszott: Salò, avagy Szodoma 120 napja (1975), Éjféli expressz (1978), Caligula (1979).

## Pályafutása
Bonacelli a római Silvio D’Amico Színházművészeti Akadémián szerzett diplomát. Ezután Vittorio Gassman társulatához került. Eleinte színpadi szerepekben láthatta a közönség. Első filmszerepét Mario Mattiolitól kapta 1964-ben. Kezdetben kicsiny szerepeket játszott az akkortájt divatos filmekben, ismert kollégák (Gassman mellett Ugo Tognazzi, Nino Manfredi, Gina Lollobrigida és mások) partnereként. Szinte pályakezdésétől kezdve folyamatosan foglalkoztatta a televízió: 1972-ben például Rorlund szerepét játszotta Henrik Ibsen A társadalom támaszai című drámájának tévéváltozatában. Liliana Cavani Bennet professzor szerepét bízta rá a Milarepa (1974) című filmjében, melyben a főszerepet Balázsovits Lajos alakította. Bonacellit ettől kezdve az olasz filmművészet kimagasló alakjai is gyakran foglalkoztatták: játszott például Mauro Bolognini, Roberto Rossellini, Elio Petri és Pier Paolo Pasolini irányítása alatt. Pasolini hírhedt filmjében, a  Salò, avagy Szodoma 120 napjában a perverz hatalmasságok egyikét, a Herceget alakította. Hátborzongató volt, ahogy eltorzult arccal üvöltött rá az egyik fogoly lányra, aki vonakodott az emberi ürülék elfogyasztásától: „Mangia! Mangia!” (Egyél! Egyél!)
Francesco Rosi Kiváló holttestek (1976) című, nagy feltűnést keltett politikai krimijében dr. Maxia alakját keltette életre. Rosi másik híres filmje, a Krisztus megállt Ebolinál (1979) egyik fontos szerepére is meghívta. Emlékezetes alakítása volt Rifki, a besúgó Alan Parker török börtönben játszódó drámájában, az Éjféli expresszben. Caligula testőrparancsnoka, Cassius Chaerea szerepét játszotta Tinto Brass óriási botrányt kavart, pornográf elemekkel megtűzdelt alkotásában, a Caligulában: a figura a történet végkifejletében jutott kulcsszerephez. Georges Lautner Szabadlábon Velencében (1980) című bohókás komédiájában Jean-Paul Belmondo egyik ellenfeleként tűnt fel a mozivásznon. Megtiszteltetés volt Michelangelo Antonioni felkérése: a Mester a videotechnikával kísérletező kamaradrámája, Az oberwaldi titok (1981) egyik fontos szerepét osztotta Bonacellire. Színészi képességei elismerését jelentette, hogy az évek folyamán olyan nemzetközi hírű művészek foglalkoztatták, mint Marco Bellocchio, Lina Wertmüller és Jim Jarmusch. Liliana Cavani sem feledkezett meg róla: Assisi Szent Ferenc apja, Pietro Bernardone szerepét bízta rá a Francesco (1989) című drámájában, melyben Mickey Rourke volt a címszereplő. Roberto Benigni Johnny Stecchino (1991) című komédiájában nyújtott alakításáért kapta meg Bonacelli karrierje egyetlen komoly szakmai elismerését, az olasz filmkritikusok Ezüst Szalag díját. Játszott a Magyarországon is népszerű tévésorozatban, A polipban, valamint a kultikus olasz horrorrendező, Dario Argento A Stendhal szindróma (1996) című munkájában. Egyik partnere a rendező lánya, Asia Argento volt, aki szerepet adott neki első játékfilmjében, a Scarlet Divában. Bonacelli 2006-ban egy hollywoodi szuperprodukcióban, a Mission: Impossible III-ban kapott kisebb szerepet.

## Filmjei
- 2006 Mission: Impossible III
- 2004 Tizenhárman az asztalnál (13dici a tavola)
- 2003 A.A.A. Achille
- 2003 The Accidental Detective
- 2002 Gli astronomi
- 2000 Scarlet Diva
- 1999 Panni sporchi
- 1999 Szerelmi bájital (Una furtiva lacrima)
- 1998 Meztelen félelem (Alice auf der Flucht) (tévésorozat)
- 1997 Bakunyin fia (Il figlio di Bakunin)
- 1996 Isten kegyelméből (Dio vede e provvede) (tévésorozat)
- 1996 A Stendhal szindróma (La Sindrome di Stendhal)
- 1995 Tutti gli anni una volta l'anno
- 1995 Vacanze di Natale ’95
- 1994 A plüssmackó (L’ours en peluche)
- 1994 Ábrahám (Abraham) (tévéfilm)
- 1994 Klon
- 1994 A polip (La Piovra) (tévésorozat, 7. évad)
- 1994 Szerelmes ellenfelek (Nemici intimi) (tévéfilm)
- 1993 Charlemagne, le prince à cheval (tévésorozat)
- 1993 Vite a termine (tévéfilm)
- 1993 Mille bolle blu
- 1992 Io speriamo che me la cavo
- 1992 Il segno del comando (tévéfilm)
- 1991 Johnny Stecchino
- 1991 Éjszaka a Földön (Night on Earth)
- 1991 Fuga dal paradiso (tévéfilm)
- 1991 Érintése: Halál (Touch and Die)
- 1990 Le Gorille (tévésorozat, a Le Gorille dans le pot-au-noir és a Le Gorille et l’Amazone című epizódokban)
- 1990 Cacciatori di navi (tévéfilm)
- 1990 A Lenin-vonat (Lenin: The Train) (tévéfilm)
- 1990 Le Roi de Patagonie (tévéfilm)
- 1990 Eleonora Pimentel (tévéfilm)
- 1989 I Promessi sposi (tévésorozat)
- 1989 Francesco / Assisi Szent Ferenc
- 1989 La moglie ingenua e il marito malato (tévéfilm)
- 1989 Oggi ho vinto anch'io (tévéfilm)
- 1988 Festa di Capodanno (tévésorozat)
- 1987 Topo Galileo
- 1987 Rimini Rimini
- 1986 Camorra (Un complicato intrigo di donne, vicoli e delitti)
- 1986 L’ultima mazurka (tévéfilm)
- 1985 Mamma Ebe
- 1985 Il Cavaliere, la morte e il diavolo
- 1985 Nincs más hátra, mint a sírás (Non ci resta che piangere)
- 1985 Music Hall (tévéfilm)
- 1985 D’Annunzio
- 1985 Un’ Isola (tévéfilm)
- 1984 Sole nudo
- 1984 IV. Henrik (Enrico IV)
- 1984 Progetto Atlantide (tévéfilm)
- 1983 Parole e sangue (tévéfilm)
- 1982 Il Diavolo al Pontelungo (tévésorozat)
- 1982 I Remember Nelson (tévésorozat)
- 1982 Delitti, amore e gelosia
- 1982 Il Commissionario
- 1981 Az oberwaldi titok (Il Mistero di Oberwald)
- 1981 Calderon
- 1980 Szabadlábon Velencében (Le Guignolo)
- 1980 La Donna in bianco (tévésorozat)
- 1979 Orient-Express (tévésorozat, az Antonella című epizódban)
- 1979 Caligula (Caligola)
- 1979 Krisztus megállt Ebolinál (Cristo si è fermato a Eboli)
- 1979 Jó hírek (Le Buone notizie)
- 1979 Tre ore dopo le nozze (tévéfilm)
- 1979 Il cappotto di Astrakan
- 1979 Il Momento due (tévéfilm)
- 1978 Éjféli expressz (Midnight Express)
- 1978 Bovaryné (Madame Bovary) (tévésorozat)
- 1977 Per questa notte
- 1977 Ritratto di borghesia in nero
- 1977 Antonio Gramsci: i giorni del carcere
- 1976 Cattivi pensieri
- 1976 A Ferramonti-örökség (L’Eredità Ferramonti)
- 1976 Kiváló holttestek (Cadaveri eccellenti)
- 1976 Al piacere di rivederla
- 1976 Alle origini della mafia (tévésorozat, az Omertà című epizódban)
- 1975 Salò, avagy Szodoma 120 napja (Salò o le 120 giornate di Sodoma)
- 1975 Au-delà de la peur
- 1975 Ritratto di donna velata (tévésorozat)
- 1975 La Banca di Monate
- 1975 Manon Lescaut (tévésorozat)
- 1974 Anno uno
- 1974 Fatti di gente perbene
- 1974 Milarepa
- 1973 Giordano Bruno
- 1973 Io e lui
- 1972 Una prostituta al servizio del pubblico e in regola con le leggi dello stato
- 1972 Le Colonne della società (tévéfilm)
- 1972 L’Inchiesta (tévéfilm)
- 1971 Maddalena
- 1970 Lady Barbara
- 1970 Lacrime d’amore
- 1969 A családapa (Il Padre di famiglia)
- 1968 Hétszer hét (Sette volte sette)
- 1966 Belfagor a pokolból
- 1966 Le Piacevoli notti
- 1965 Superseven chiama Cairo (nem szerepel a stáblistán)
- 1965 La Congiuntura
- 1964 I Grandi camaleonti (tévéfilm)
- 1964 Cadavere per signora

## Díjak és jelölések
Ezüst Szalag díj
- Legjobb férfi mellékszereplő, Johnny Stecchino (1992)